# تپه گوستر
تپه گوستر مربوط به عصر آهن است و در شهرستان رزن، بخش مرکزی، دهستان خرقان، روستای ساروجلو واقع شده و این اثر در تاریخ ۲۷ بهمن ۱۳۸۷ با شمارهٔ ثبت ۲۴۶۲۶ به‌عنوان یکی از آثار ملی ایران به ثبت رسیده است.